# Orczy (krater)
Orczy är en nedslagskrater med en diameter på 26 kilometer, på planeten Venus. Orczy har fått sitt namn efter författaren Emma Orczy.